# جاك سي. هالدمان الثاني
جاك سي. هالدمان الثاني (بالإنجليزية: Jack C. Haldeman II)‏ (18 ديسمبر 1941، هوبكينزفيل في الولايات المتحدة - 2002، غينزفيل في الولايات المتحدة)؛ كاتِب ومؤلِّف، عالم أحياء وروائي أمريكي.